# Last Night a D.J. Saved My Life
"Last Night a DJ Saved My Life" é uma canção escrita por Michael Cleveland para o grupo Indeep. Há vocais de Reggie e Rose Marie Ramsey. O single foi lançado em 1982 pela Becket Records, e é atualmente um dos melhores hits de R&B/Pop dos anos 80. Em fevereiro de 1983, ele ficou em 13º pelo Reino Unido.
A Revista ''Rolling Stone'' disse que "é uma das melhores canções escritas sobre ser uma garota", e a revista ''Blender'' colocou o single entre os 500 melhores hits desde a lista de "Greatest Songs Since You Were Born".
A canção também inspirou um livro - Last Night a DJ Saved My Life: The History of the Disc Jockey (2000). Em 2002, o game Grand Theft Auto: Vice City incluiu esta canção à rádio virtual do jogo.

## Outras versões
- Mariah Carey usou a canção no seu álbum “Glitter” de 2001.
- “Last Night a DJ Saved My Life” apareceu no filme Cashback, em 2006.
- Madonna usou um sample dessa música na performance de “Music” durante sua turnê Sticky & Sweet, de 2008.[1]

1. ↑  «Music 2008 (Sticky & Sweet Tour) - Madonna». Letras.mus.br. 30 de janeiro de 2024. Consultado em 28 de setembro de 2024